# Éric Kerrouche
 (mars 2019).
Si vous disposez d'ouvrages ou d'articles de référence ou si vous connaissez des sites web de qualité traitant du thème abordé ici, merci de compléter l'article en donnant les références utiles à sa vérifiabilité et en les liant à la section « Notes et références ».
Éric Kerrouche, né le 2 octobre 1967 à Lille, est un politiste et homme politique français.
Il est directeur de recherche au Centre national de la recherche scientifique (CNRS) de profession.
Membre du Parti socialiste (PS), il devient sénateur des Landes le 1er octobre 2017. Il est réélu aux élections sénatoriales de 2023.

## Biographie

### Formation universitaire
Éric Kerrouche est diplômé de l’Institut d'études politiques de Bordeaux (Sciences Po). Il est titulaire d’une double licence en droit et en lettres modernes, d’un DEA « Histoire comparée des pays européens au XIXe et XXe siècles » et d’un DEA « Gouvernement local et administration locale ».
Il complète sa formation avec une maîtrise en droit public à l’université de Bordeaux I et obtient en 1997, un doctorat en science politique avec pour sujet de thèse le « Corps préfectoral et les représentations de l’État» à l’université de Bordeaux IV.
En 2011, il soutient son habilitation à diriger des recherches (HDR).

### Activité professionnelle
Il commence sa carrière professionnelle comme chargé de conférence, puis comme attaché temporaire d’enseignement et de recherche à Sciences Po Bordeaux de 1993 à 1997.
Il devient chargé de recherche au CNRS et au Centre d’Étude et de Recherche sur la Vie Locale (CERVL) en 1998, puis directeur de recherche au CNRS en 2011 au Centre Emile Durkheim (anciennement CERVL) après l’obtention de son habilitation à diriger des recherches (HDR). En 2020, il intègre le Centre de recherche sur la vie politique française CEVIPOF - Sciences Po Paris).
Il a été invité comme professeur à l’université Laval au Québec (Canada) en 2004 et à l’université du Colorado à Boulder (États-Unis) en 2012, où il a enseigné des cours portant sur la décentralisation en Europe et les systèmes politiques européens.

## Parcours politique

### Militant socialiste
Membre du Parti socialiste depuis 1993, il soutient Jean-Pierre Dufau député des Landes de 1997 à 2017.
Il adhère au courant du Parti socialiste «Un Monde d’Avance» fondé en 2008 par Benoît Hamon et Henri Emmanuelli président du Conseil départemental des Landes pendant plus de 30 ans, plusieurs fois secrétaire d’État sous la présidence de François Mitterrand et président de l’Assemblée nationale de 1992 à 1993.
En 2017, il se range derrière Benoît Hamon lors de la campagne présidentielle.
Il soutient la candidature d’Olivier Faure pour le congrès d’Aubervilliers du PS en 2018.
Lors du Conseil national du PS qui s'est déroulé le 22 juin 2019, il est nommé secrétaire national chargé de la démocratie citoyenne et des institutions.
En septembre 2021, au congrès de Villeurbanne, il soutient Olivier Faure pour un deuxième mandat et sera nommé secrétaire national en charge de la nouvelle République et de la réforme de l’État.
Il s'engage auprès d'Anne Hidalgo pour l'élection présidentielle de 2022.
En 2023, au congrès de Marseille, il confirme son soutien à Olivier Faure en étant signataire du texte d’orientation « Gagner ».
Il est à ce jour secrétaire national aux institutions et animateur du secrétariat national « Institutions, démocratie, décentralisation ».

### Mandats et fonctions
- Éric Kerrouche est élu pour la première fois en 2001 comme conseiller municipal de la ville de Capbreton (Landes), il devient adjoint au maire délégué à la culture en 2004. Son mandat est renouvelé en 2008 puis en 2014. Il est chargé en 2012 de l’urbanisme et du développement économique[4] puis, en janvier 2017, de la communication et de la démocratie participative[5].
- De 2005 à 2008, il est élu vice-président de la Communauté de communes Maremne Adour Côte-Sud (MACS) et devient président de celle-ci en 2008 fonction qu’il quittera en 2017 après son élection au poste de sénateur.
- De 2015 à octobre 2017 il est conseiller régional de la Nouvelle-Aquitaine.
- Il est suppléant de Jean-Louis Carrère, sénateur des Landes de 2011 à 2017.
- Sénateur[6] des Landes depuis le 1er octobre 2017, il est membre de la commission des lois et de la délégation sénatoriale aux collectivités territoriales et à la décentralisation. Dans le respect de la loi du 14 février 2014 sur le non-cumul des mandats, il démissionne de ses mandats exécutifs locaux pour se consacrer pleinement à ses fonctions. Il choisit en outre d’abandonner son rôle de conseiller régional, comme il s’y était engagé pendant la campagne sénatoriale, afin de demeurer élu municipal de la Ville de Capbreton et conseiller communautaire de la communauté de communes Maremne Adour Côte-Sud (MACS) jusqu’en 2020.
- Lors des élections sénatoriales de 2023, il est réélu au 1er tour, avec 53% des voix[7],[8].

### Sénateur
Les travaux parlementaires d’Éric Kerrouche portent principalement sur les collectivités territoriales, l’administration territoriale, l’administration territoriale, les institutions et les questions électorales.

## Publications
Éric Kerrouche a publié de nombreux travaux et publications qui portent sur la décentralisation en France, en Europe et sur les parlementaires, dont notamment

### Ouvrages de recherche et de synthèse
- La décentralisation. Pour, contre ou avec l'État ?, en coll. avec Vincent Aubelle, La Documentation Française (2022)[9]
- Parlons décentralisation, en coll. avec Vincent Aubelle, La Documentation Française (2021)[10]
- Profession : élu.e local.e, Berger Levrault[11] (2019)
- Le Blues des Maires, Paris, Fondation Jean Jaurès (2018)[12]
- L’intercommunalité en France, Paris, Montchrestien (2008)
- Qui sont les députés français ? Enquête sur des élites inconnues, en coll. avec Olivier Costa, Paris, Presses de Sciences Po (2007)
- Les élus locaux en Europe, un statut en mutation, en coll. avec E. Guérin, Paris, La Documentation Française (2006)

#### Direction d’ouvrages et de revues
- Political Representation in France and Germany. Attitudes and Activities of Citizens and MPs, en coll. avec O. Gabriel et S. Schüttemeyer (dir.), Palgrave (2018)
- Political Participation in France and Germany, en coll. avec O. Gabriel et S. Keil (dir.), ECPR Press (2012)
- Jeux d’échelle et changement politique. Le gouvernement des territoires au Québec et en France, en coll. avec L. Behrer, J.P. Collin, J. Palard (dir.), Presses de l’Université Laval (2005)
- Vers un renouveau du parlementarisme en Europe ? (en coll. avec O. Costa et Paul Magnette), Bruxelles, Editions de l’Université Libre de Bruxelles (2004)